# Список номинантов на премию «Русский Букер» 2006 года
Список номинантов на премию «Русский Букер», попавших в длинный список (лонг-лист) премии «Русский Букер» в сезоне 2006 года. Всего на премию было номинировано 49 произведений. Жюри допустило для участия в конкурсе 41 произведение. Длинный список был опубликован 29 июня 2006 года. Короткий список финалистов из 6 произведений был опубликован 4 октября 2006 года. Победитель был объявлен 6 декабря 2006 года.
Список представлен в следующем виде — «победитель», «короткий список» (кроме «победителя»), «длинный список» (кроме «победителя» и «короткого списка»). Для каждого номинанта указано название произведения.

## Победитель
- Ольга Славникова — «2017»

## Короткий список
- Пётр Алешковский — «Рыба»
- Захар Прилепин — «Санькя»
- Дина Рубина — «На солнечной стороне улицы»
- Денис Соболев — «Иерусалим»
- Алан Черчесов — «Вилла Бель-Летра»

## Длинный список
- Василий Аксёнов — «Москва-ква-ква»
- Юрий Арабов — «Флагелланты»
- Владимир Батшев — «Потомок Вирсавии»
- Алла Боссарт — «Кузнечик»
- Юлия Винер — «Красный адамант»
- Мария Галина — «Хомячки в Эгладоре»
- Илья Герол — «Невстреча»
- Ирина Гривнина — «Генеральская дочь»
- Лев Гурский — «Никто, кроме президента»
- Дмитрий Добродеев — «Momenty.ru»
- Сергей Есин — «Ах, заграница, заграница»
- Игорь Ефимов — «Неверная»
- Максим Кантор — «Учебник рисования».
- Павел Крусанов — «Американская дырка»
- Юлия Лавряшина — «Фальшь истины»
- Юлия Латынина — «Ниязбек»
- Инна Лиснянская — «Хвастунья»
- Александр Мейлахс — «Красный Сион»
- Вадим Месяц — «Правила Марка Поло»
- Юрий Никитин — «Санкт-Сарытау, или похождения тайного еврея»
- Ольга Новикова — «Убить?»
- Илья Носырев — «Карта мира»
- Иван Полуянов — «Самозванцы. По хроникам Великой смуты конца XVI — начала XVII веков»
- Юрий Поляков — «Грибной царь»
- Валерий Попов — «Горящий рукав»
- Вячеслав Репин — «Антигония»
- Алексей Слаповский — «Заколдованный участок»
- Дмитрий Стахов — «Рецепт»
- Игорь Тарасевич — «Пилот и Матрёна»
- Лев Тимофеев — «Портрет художника в траурной рамке»
- Ольга Трифонова — «Сны накануне»
- Михаил Холмогоров — «Жилец»
- Николай Шадрин — «Одиссея Злобина»
- Алексей Шаманов — «Коллекция отражений»
- Светлана Шенбрунн — «Пилюли счастья»